# Bogdan Mitrea
Bogdan Mitrea (Cluj Napoca, Rumanía, 29 de septiembre de 1987) es un futbolista rumano que juega de defensa en el Universitatea Cluj de la Liga I.

## Clubes
| Club                          | País       | Año       |
| ----------------------------- | ---------- | --------- |
| C. S. Bihorul Beiuș           | Rumania    | 2006-2007 |
| F. C. SESO Iara               | Rumania    | 2007-2008 |
| Seso Câmpia Turzii            | Rumania    | 2008-2011 |
| F. C. Arieșul Turda           | Rumania    | 2011      |
| C. S. M. S. Iași              | Rumania    | 2011-2013 |
| F. C. Viitorul Constanţa      | Rumania    | 2013-2016 |
| Ascoli Picchio F. C. 1898     | Italia     | 2016-2017 |
| Steaua de Bucarest (cedido)   | Rumania    | 2016-2017 |
| AEL Limassol F. C.            | Chipre     | 2017-2018 |
| Doxa Katokopias               | Chipre     | 2018-2019 |
| F. C. Spartak Trnava          | Eslovaquia | 2019-2020 |
| ACS Sepsi OSK Sfântu Gheorghe | Rumania    | 2020-2022 |
| Universitatea Craiova         | Rumania    | 2022-2023 |
| Universitatea Cluj            | Rumania    | 2023-     |

## Palmarés

### Títulos nacionales
| Título               | Club                          | País    | Año  |
| -------------------- | ----------------------------- | ------- | ---- |
| Copa de Rumania      | ACS Sepsi OSK Sfântu Gheorghe | Rumania | 2022 |
| Supercopa de Rumania | ACS Sepsi OSK Sfântu Gheorghe | Rumania | 2022 |